# 关东州 (俄罗斯)
关东州（羅馬化：Kvantunskaya Oblast），又译作关东省，清廷稱旅大租地、辽东半岛租地，是位于中国东北辽东半岛南端的俄罗斯帝国租借地，行政中心位于旅顺市，经济中心是位于大连港的达里尼市。自1898年清朝政府与俄罗斯帝国签订《旅大租地条约》后，旅顺港及大连湾一带被租借给俄罗斯，1905年日俄战争后，该租借地權利被轉移到日本。1945年8月，苏联占领该地，至1955年才完全移交给中华人民共和国。
旅大租借地是俄罗斯帝国、大日本帝國争夺远东及满洲地区霸权的产物，在俄国租借时期、日本隨後建港活动和自由贸易政策下，大连从小渔村逐渐发展成为一个近代港口城市，一定程度上促进了大连地区乃至满洲的社会和经济发展。旅大租借地亦是中东铁路南满支线的终点，并依靠该铁路联系俄罗斯远东地区。

## 名称由来
中国方面，早期将其称为“旅大租地”（例如1898年《旅大租地条约》、《续订旅大租地条约》）、“辽东半岛租地”（1898年《东省铁路公司续订合同》）等，在吸收日语“租借地”后，逐渐使用“旅大租借地”。至1923年要求归还旅大运动时，“旅大租借地”一词已经为中国社会广泛使用，学术界也逐渐严格区分租界和租借地。:9-10
俄罗斯则在1899年将旅大租借地定名为“关东州”，意为山海关以东。

## 背景

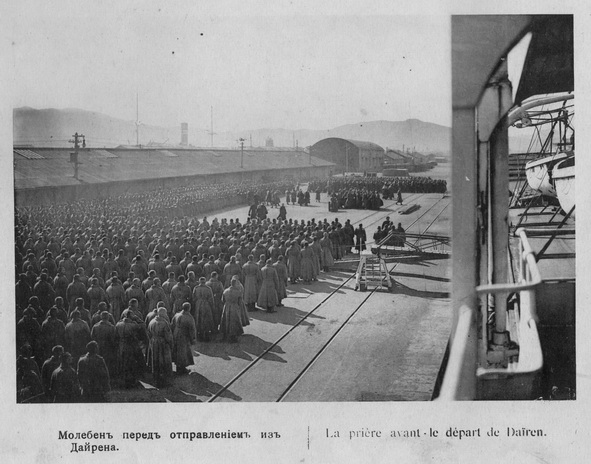
驻扎在关东州的俄罗斯帝国远征军

1882年，北洋海军在辽东半岛南端的旅顺口建设海军基地，号称东亚第一军港。19世纪90年代，俄国把扩张的方向逐渐转移至远东和太平洋地区，而日本则是俄国攫取中国东北利益的最大竞争者。俄国虽通过签订中俄北京条约占领了拥有良港的海参崴，其每年11月起持续3至5个月的冰冻期却限制了恰好处于上市旺季的农作物的出口，因此俄国需要占领一个给养装备充足的不冻良港，将其作为在中国北部、朝鲜和日本海的前沿阵地，在俄国统治者的考虑中，朝鲜东岸港口有遭日本封锁的危险，而中国山东的胶州湾则与俄国本土几乎完全隔绝，与海参崴的距离也过远，而辽东半岛南端的旅顺口和大连港则兼能满足俄国几乎全部的需求。:17
1895年日本在甲午战争中打败清朝后，通过《马关条约》割占辽东半岛，但俄国为保障自己在整个满洲地区的利益，随即联合德國和法國对日本进行外交施压，即“三国干涉还辽”，后辽东半岛由清政府赎回。1896年，俄国在尼古拉二世加冕典礼时特邀亲俄的清政府外交大臣李鸿章访俄，试探性地与李鸿章谈到“黄海某个港口”的问题但未能成功，而随后签订的《中俄密约》却为俄国提供了侵占旅顺口及大连港的可能。

## 历史沿革

### 军事侵占、租约

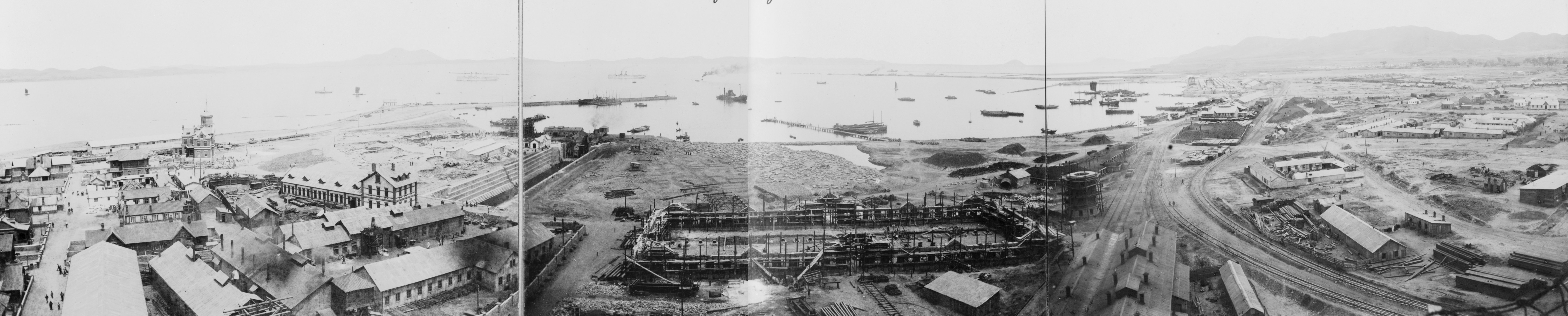
1898年的俄屬大连全景

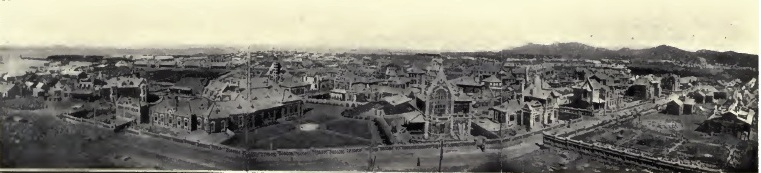
1903年的俄屬大连全景

1897年，中东铁路在俄国的主导下开始建设。11月德国占领胶州湾，12月俄羅斯帝國海軍立刻以“保护中国”“监视德国”等为借口出兵进入旅顺口港，并将其更名为亚瑟港。此举立即遭到英国、日本的强烈反应，英国海军还派出数艘舰艇尾随俄军进入旅顺港并监视其行动。1898年1月俄国向英国保证获得大连湾商港后将优先保证英国商船的利益，并在朝鲜方面对日本做出了很大的让步，才换取了英日对俄国侵占大连的默认。随后，俄国通过武力外交胁迫和贿赂外交大臣的方式于3月27日和清政府签订了《旅大租地条约》，俄国租借旅顺口、大连湾及附近水域25年，并获得中东铁路南满支线的专有权:21；租借地北界向北推进，西到半岛西岸的亚当湾（今普兰店湾）北岸，东到貔子窝（今普兰店区皮口街道。貔子意为黄鼠狼），界北还有清政府保留的不租予外国的中立地带“隙地”，由中国管辖，但在未与俄国官员商明前，中国军队不得进入。
起初为缓和中国人的不满，租借地得以允许同时升起中俄两国的旗帜，但几周后当地便不再有中国官方的旗帜:168。在租借期间，俄国以各种方式增派军队至旅大地区及其附近，1897年时已约有12,500名俄军驻扎，八国联军之役后俄军在滿洲的兵力骤增，中俄虽签订条约要求俄方限期撤军，但俄国均以各种理由拖延执行，依旧在大连港口和老虎滩设兵营，常年驻扎俄军。1904年，俄军驻军人数已达35,000多人:21。1900年7月27日，俄国以消灭义和团为由派兵突袭金州城，逮捕、流放金州地方官员并吞并金州城。根据《旅大租地条约》，金州城是被租借地包围的飞地，由清政府管辖。
1905年，随着日俄战争的失败与朴茨茅斯和约的签订，俄国将关东州割让给日本，对大连地区的兴建与管辖宣告终止。

### 反俄事件
俄国租借大连后，顺势意图驱赶当地的中国居民，同时俄國当局自天津、芝罘招聘了大量中国劳工以修建港口，又加以歧视与区别对待，从而引发了多次反俄罢工、示威等事件。1899年初，俄国欲征辟大连湾青泥洼海口修建港口，并驱离当地全部中国居民，遭到当地人的激烈反抗，示威领袖宫开福、刘君弟被捕后，反抗进一步升级，最终俄方不得不释放两名示威领袖并取消驱离居民的计划。在港口修筑过程中，因俄督工对俄、中劳工区别对待（如俄工工资比中国工人多几倍、只给俄工发雨具等），亦数次引起中国工人的罢工抗议。

## 政治

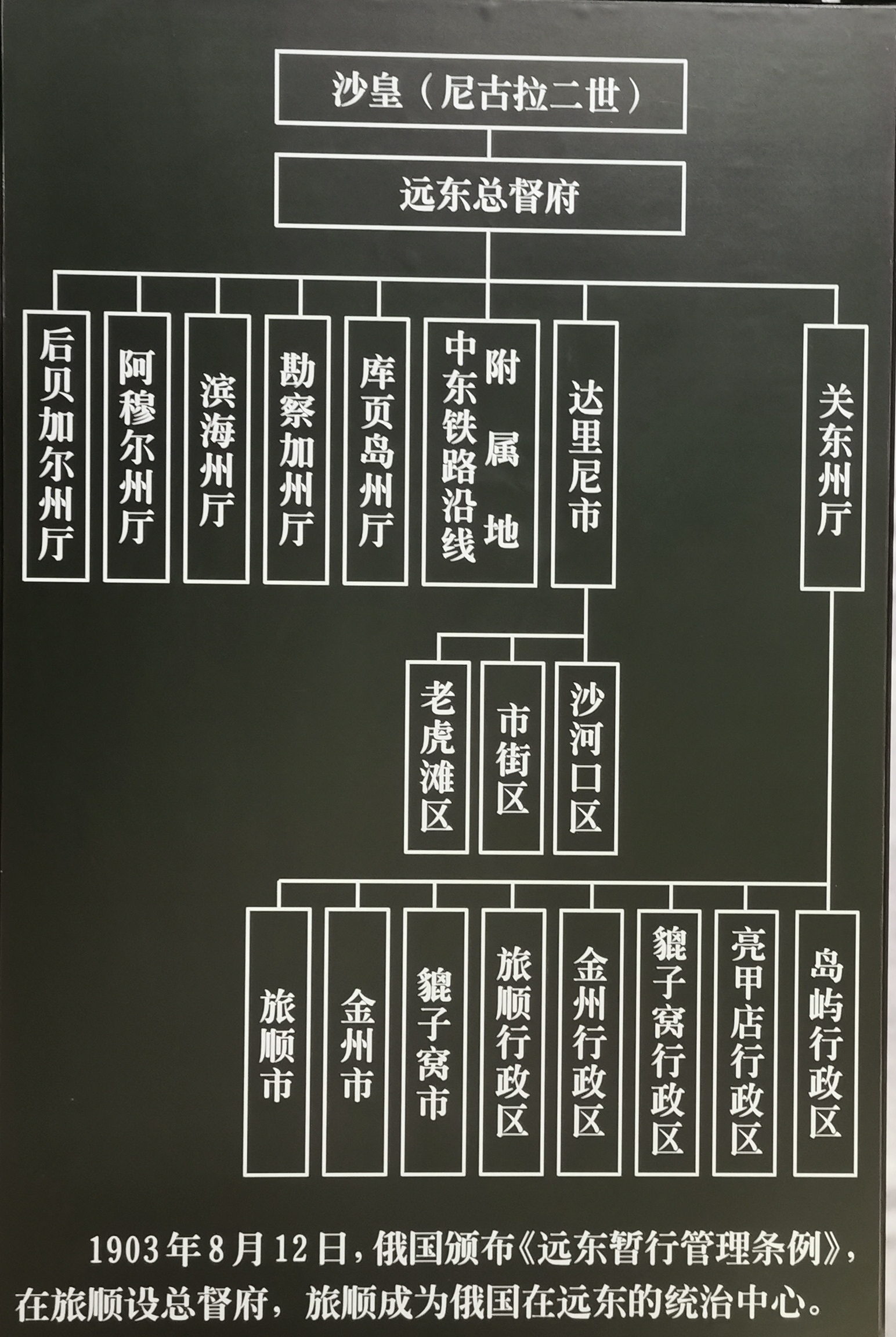
沙俄在遠東的架構

在《旅大租地条约》签订后，俄罗斯在旅顺口建立了军政合一的殖民政权——军政部，俄罗斯太平洋分舰队司令官、海军中将杜巴索夫担任首任军政部部长。军政部是通过旅顺民政管区的警察署进行司法统治的。旅顺的行政事务由陆军少将沃尔科夫管辖。1898年8月，俄罗斯皇帝任命陆军少将苏博蒂奇接替杜巴索夫担任租借地俄军司令官，并且赋予其州级行政权力。该租借地政权接受阿穆尔总督格罗杰科夫的管辖。1899年8月16日，俄国在旅顺设立关东州总督府，内设民政、财政、外交、军事、行政、司法等行政机构。1900年7月27日吞并金州后，关东州管辖地区达到最大。1902年，达里尼港独立建立达里尼市，由财政部直辖。1903年8月12日，关东州总督府改称远东都督府，下辖阿穆尔州、外貝加爾州、濱海州、堪察加州、库页岛、关东州和达里尼市。

### 行政区划
1903年，关东州总督府在辽东半岛管辖达里尼（大连）特别市和旅顺、金州、貔子窝3市，同时设置了金州、旅顺、亮甲店、貔子窝、大连湾及岛屿等5个行政区。总督府下并设市和行政区，分别管辖城区和农村地区，行政院下设联合村、村会和自然村屯。关东州的市长和区长由俄国人担任、关东总督任命；联合村长由区长从中国人中选拔、民政长官任命；村长由区长任命。
| 行政区             | 联合村数量 | 村会数量 | 村屯数量 |
| ------------------ | ---------- | -------- | -------- |
| 金州行政区         | 5          | 15       | 378      |
| 旅顺行政区         | 4          | 12       | 374      |
| 亮甲店行政区       | 4          | 12       | 395      |
| 貔子窝行政区       | 4          | 12       | 326      |
| 大连湾及岛屿行政区 | 2          | 29       |          |

### 行政长官
1899年8月，俄罗斯皇帝颁布《暂行关东州统治规则》，将旅大租借地定名为“关东州”，并在旅顺口设立关东州厅。关东州厅设有州长官，此外还设有州陆军副司令官，军事方面设有州陆军会议、州参谋部和军法会议，地方行政方面设有民政部、外务部、财务部及其他各部、局。首任关东州厅长官为俄罗斯太平洋舰队司令、海军中将阿列克谢耶夫。关东州厅长官在民政方面的权力相当于边疆高加索最高民政长官；在陆军方面的权力相当于边疆军区司令官；在海军方面的权力相当于舰队和军港司令官。关东州厅长官还有权与俄罗斯驻北京、东京的公使、驻汉城的代理公使及武官进行直接联系。11月，在维特的建议下，港口所在的城市被正式命名为达里尼市。
| 届次               | 肖像 | 姓名 （生卒年份）                                                   | 任期           | 任期          | 任期     |
| 届次               | 肖像 | 姓名 （生卒年份）                                                   | 就任日期       | 卸任日期      | 在任时长 |
| ------------------ | ---- | ------------------------------------------------------------------- | -------------- | ------------- | -------- |
| （海军基地指挥官） |      |                                                                     |                |               |          |
| 1                  |      | 费奥多尔·瓦西里耶维奇·杜巴索夫 （1845—1912）                        | 1897年12月27日 | 1898年5月13日 | 137天    |
| 2                  |      | 奥斯卡·维克托罗维奇·斯塔尔克 （1846—1928）                          | 1898年5月13日  | 1898年9月18日 | 128天    |
| （行政长官）       |      |                                                                     |                |               |          |
| 3                  |      | 迪恩·伊万诺维奇·苏博蒂奇 （1852—1920）                              | 1898年9月18日  | 1899年8月29日 | 345天    |
| （首席行政长官）   |      |                                                                     |                |               |          |
| 4                  |      | 叶夫根尼·伊万诺维奇·阿列克谢耶夫 （1843—1917）                      | 1899年8月29日  | 1905年1月1日  | 5年125天 |
| —                  |      | 阿纳托利·米哈伊洛维奇·斯特塞尔 （1848—1915） 代理缺席的阿列克谢耶夫 | 1904年3月12日  | 1905年1月1日  | 295天    |

## 后续
1905年日俄战争后，根据《朴茨茅斯和约》，俄罗斯帝国将旅大租借地转让给日本。
1945年日本投降后，苏联在八月风暴行动中重新占领旅大地区并实行军事管制，随后在苏联主导、中国共产党参与下组建了社会主义政府。中国共产党将该地称为“特殊解放区”。1955年5月，苏军完全撤离此地，中国恢复了对旅大地区的完整主权。